# トマスビル (ノースカロライナ州)
トマスビル（英: Thomasville）は、アメリカ合衆国ノースカロライナ州のデイビッドソン郡にある都市。人口は2万7183人（2020年）。ピードモント・トライアド地域に入っており、近くにはハイポイントやレキシントン各市がある。町は1852年に設立され、州内での最古の祭である「皆の日」を開催している。州内の最古の鉄道駅があるなど、鉄道を中心に発展した。現在は家具の製造で著名であり、「ザ・ビッグ・チェアー」は市内でも最も目立つ印になっており、鉄道駅からも数百フィートの位置にある。

## 歴史
ジョン・ウォリック・トマスは1800年6月27日の生まれであり、22歳になる時までにシーダー・ロッジ地域に384エーカー (1.54 km2) の土地を所有していた。モーゼス・ラムベスの娘、メアリー・ラムベスと結婚もしていた。30歳になると州議会下院議員になった。1848年、州上院議員になった。トマスはデイビッドソン郡に鉄道を通すことを推進し、金も投資した。鉄道が建設されることが分かると、1852年には現在の西メインストリートとセイラム通りの角に町で最初の店舗を建設した。町は設立者にちなみトマスビルと名付けられた。1855年、ノースカロライナ鉄道がデイビッドソン郡を通って建設され、11月9日にはトマスビルまで開通した。1857年1月8日、トマスビルが法人化され、この時の広さは1平方マイル (2.59 km2)、鉄道の線路が町を南北に二分していた。
1860年、トマスビルの人口は308人だった。南北戦争後に217人にまで減ったが、1880年には450人、1890年には751人に回復、増加した。
ロング・ビル・ホワイトハートが恐らく町で初めて家具を作った者である。家で座面が分かれた椅子を製作した。D・S・ウェストモアランドも1866年から家で椅子を製作し、その工場がランドルフ通りとなった所で1879年から操業したが、1897年に焼失し、再建されることはなかった。最古で現存する工場は1898年に建てられたものであり、スタンダード・チェアーのものである。その他の家具製造会社としては、ラムベス・ファニチャー、トンプソン・チェアー、クイーン・チェアー社があった。
クレイマー・ファニチャーは1901年時点で、南部では2番目に大きな家具会社と言われていた。トマスビル・チェアーは1904年創業であり、間もなく町では最大の家具製造社となった。1916年までに市全体で1日に2,000脚の椅子が作られていた。
1909年、ジュウェル・コットン・ミルズとアマゾン・コットン・ミルズがトマスビルでの新たな製造業である繊維産業となった。バーリントンのセラーズ・ホージャリー・ミルズが1913年に開業し、トマスビル・ホージャリーは1916年の開業だった。
ピューリッツァー賞を受賞した著作家ダグラス・クリーマーがトマスビルで生まれた。
トマスビル市内のアメリカ合衆国国家歴史登録財としては、アボットのクリーク・プリミティブ・バプテスト教会墓地、ブルンメルの宿屋、教会通り学校、エマニュエル・ユナイテッド・キリスト教会墓地、シャドラック・ラムベス邸、ミッチェル邸、ランドルフ通り歴史地区、トマスビル鉄道旅客駅がある。

## ビッグ・チェアー
トマスビルは通常「椅子の町」あるいは「椅子の都市」と呼ばれている。ダンカン・ファイフが作ったアームチェアーを、市の中心に高さ30フィート (9 m) の複製を作って飾ったものが町の目印になっている。最初の「ビッグ・チェアー」は1922年にトマスビル・チェアー社（現トマスビル・ファニチャー・インダストリーズ）が作った。市の家具製造業を反映して、木材と木の皮から作られたものだった。しかし、この椅子は15年間雨ざらしになった後の1936年に解体された。1951年、市内の企業と市民団体の協業により、より大きなコンクリート製の椅子が建てられ、それが現在も残っている。1960年アメリカ合衆国大統領選挙でリンドン・B・ジョンソン候補がその遊説中にこの椅子の上で聴衆に挨拶したことで、全国の注目を集めた。さらに大きな椅子が作られてはいるが、トマスビル住人は今でも2つのメインストリートの間にあるビッグ・チェアが「世界最大の椅子」であると豪語している。

## 地理
トマスビル市は北緯35度53分9秒 西経80度4分38秒 / 北緯35.88583度 西経80.07722度 (35.885848, -80.077323)に位置している。
アメリカ合衆国国勢調査局に拠れば、市域全面積は11.1平方マイル (28.9 km2)であり、全て陸地である。

### 気候
| トマスビルの気候          | トマスビルの気候 | トマスビルの気候 | トマスビルの気候 | トマスビルの気候 | トマスビルの気候 | トマスビルの気候 | トマスビルの気候 | トマスビルの気候 | トマスビルの気候 | トマスビルの気候 | トマスビルの気候 | トマスビルの気候 | トマスビルの気候 |
| 月                        | 1月              | 2月              | 3月              | 4月              | 5月              | 6月              | 7月              | 8月              | 9月              | 10月             | 11月             | 12月             | 年               |
| ------------------------- | ---------------- | ---------------- | ---------------- | ---------------- | ---------------- | ---------------- | ---------------- | ---------------- | ---------------- | ---------------- | ---------------- | ---------------- | ---------------- |
| 最高気温記録 °F （°C）    | 93 (34)          | 85 (29)          | 88 (31)          | 94 (34)          | 97 (36)          | 104 (40)         | 106 (41)         | 104 (40)         | 98 (37)          | 94 (34)          | 89 (32)          | 80 (27)          | 106 (41)         |
| 平均最高気温 °F （°C）    | 64 (18)          | 67 (19)          | 74 (23)          | 79 (26)          | 86 (30)          | 90 (32)          | 91 (33)          | 90 (32)          | 88 (31)          | 81 (27)          | 73 (23)          | 66 (19)          | 79.1 (26.1)      |
| 日平均気温 °F （°C）      | 41 (5)           | 45 (7)           | 52 (11)          | 61 (16)          | 68 (20)          | 76 (24)          | 79 (26)          | 78 (26)          | 72 (22)          | 61 (16)          | 52 (11)          | 43 (6)           | 60.7 (15.8)      |
| 平均最低気温 °F （°C）    | 30 (−1)          | 33 (1)           | 39 (4)           | 48 (9)           | 56 (13)          | 65 (18)          | 68 (20)          | 68 (20)          | 61 (16)          | 49 (9)           | 41 (5)           | 33 (1)           | 49.3 (9.6)       |
| 最低気温記録 °F （°C）    | −7 (−22)         | 1 (−17)          | 7 (−14)          | 22 (−6)          | 33 (1)           | 39 (4)           | 47 (8)           | 41 (5)           | 35 (2)           | 19 (−7)          | 10 (−12)         | 0 (−18)          | −7 (−22)         |
| 降水量 inch （mm）        | 3.69 (93.7)      | 3.80 (96.5)      | 4.12 (104.6)     | 3.90 (99.1)      | 3.47 (88.1)      | 4.04 (102.6)     | 4.52 (114.8)     | 4.43 (112.5)     | 4.07 (103.4)     | 3.36 (85.3)      | 3.41 (86.6)      | 3.43 (87.1)      | 46.24 (1,174.3)  |
| 出典：The Weather Channel |                  |                  |                  |                  |                  |                  |                  |                  |                  |                  |                  |                  |                  |

## 人口動態
以下は2010年の国勢調査による人口統計データである。
| 基礎データ - 人口: 26,757 人 - 世帯数: 10,537 世帯 - 家族数: 7,013 家族 - 人口密度: 685.2人/km2（1,775.2 人/mi2） - 住居数: 11,870 軒 - 住居密度: 294.9軒/km2（763.9 軒/mi2） 人種別人口構成 - 白人: 68.3% - アフリカン・アメリカン: 19.6% - ネイティブ・アメリカン: 0.01% - アジア人: 1.1% - 太平洋諸島系: 0% - その他の人種: 8.1% - 混血: 2.1% - ヒスパニック・ラテン系: 14.4% | 年齢別人口構成 - 18歳未満: 26.5% - 18-24歳: 8.6% - 25-44歳: 27.6% - 45-64歳: 23.5% - 65歳以上: 13.9% - 年齢の中央値: 36歳 - 性比（女性100人あたり男性の人口） - 総人口: 91.2 - 18歳以上: 86.5 世帯と家族（対世帯数） - 18歳未満の子供がいる: 32.2% - 結婚・同居している夫婦: 42.3% - 未婚・離婚・死別女性が世帯主: 18.3% - 非家族世帯: 33.4% - 単身世帯: 28.3% - 65歳以上の老人1人暮らし: 11.7% - 平均構成人数 - 世帯: 2.50人 - 家族: 3.05人 | 収入と家計 - 収入の中央値 - 世帯: 34,253米ドル - 家族: 40,795米ドル - 性別 - 男性: 29,794米ドル - 女性: 20,054米ドル - 人口1人あたり収入: 16,045米ドル - 貧困線以下 - 対人口: 29.2% - 対家族数: 25.2% - 18歳未満: 45.1% - 65歳以上: 17.7% |

トマスビルの人口はノースカロライナ州やアメリカ合衆国の他の部分よりも成長速度が高い。アメリカ合衆国国勢調査局の推計による2005年時点の神子は25,872人であり、2000年から毎年6%以上成長していた。ノースカロライナ州の成長率は1.6%、アメリカ合衆国の成長率は1%である。

## 経済
トマスビルは昔から家具と高級家具の製造に関わって来ており、またその卸や小売りも盛んである。「トマスビル」は市内を本拠にするトマスビル・ファニチャー・インダストリーズあるいは家具会社によって作られた職人芸家具の登録商標として使われている。トマスビル・ファニチャー・インダストリーズは椅子の会社として1904年の創業であり、1960年代に家具製造会社となった。2014年に残っていた2つの工場が閉鎖した後は、そのショールームが市内に残っている会社の唯一の資産となった。州内レノアでは各製造工場を操業している。
他に市内にある会社として、トラック輸送のオールド・ドミニオン・フライト・ラインがある。

## 教育
トマスビルはデイビッドソン郡にあるが、市独自の学校体系を持っている。トマスビル市教育学区には、トマスビル・プライマリー学校（幼稚園から2年生）、リバティ・ドライブ小学校（3年生から5年生）、トマスビル中学校（6年生から8年生）、トマスビル高校（9年生から12年生）の4つの学校がある。
デイビッドソン郡教育学区もトマスビル地域に10の学校を持っている。ブライアクリーク小学校、フェアグローブ小学校、ヘイスティ小学校、ウォルバーグ小学校、フレンドシップ小学校、プロット小学校、E・ローソン・ブラウン中学校、レッドフォード中学校、イーストデイビッドソン高校、レッドフォード高校である。小学校は幼稚園から5年生、中学校は6年生から8年生、高校は9年生から12年生を教えている。

## スポーツ

### トマスビル・シニアハイ・ブルドッグス
トマスビル・シニアハイ・ブルドッグスは2004年から2006年、さらに2008年に州1AAフットボール選手権で優勝してきた。下の表がその結果である。またそのマーチングバンドであるスカーレット・レジメントも賞を得ている。2008年11月、グリーンズボロに行って、アシンメトリックス・エント・全国高校ステッピングバンド・コンペに参加した。ワシントンD.C.からアラバマ州まで20以上のバンドが参加した中で、第1ラウンドは第1位だった。最終的には第5位となった。
| 年     | 対戦相手             | スコア  |
| ------ | -------------------- | ------- |
| 2004年 | ウォレス・ローズヒル | 15 - 14 |
| 2005年 | ウォレス・ローズヒル | 21 - 20 |
| 2006年 | ジェイムズ・ケナン   | 13 - 7  |
| 2008年 | イースト・ブレイドン | 42 - 13 |

ブルドッグスは運動競技、特にフットボールでの優秀さを州内で知られている。
1995年、ブルドッグスは16勝0敗の記録を残したことで州内初のチームになった。
2005年、ブルドッグスはフットボール、女子バスケットボール、男子バスケットボール、男子サッカーで1年の間に優勝した州内初のチームになった。

#### 優勝記録
| 大会                         | 年                                             |
| ---------------------------- | ---------------------------------------------- |
| フットボール州選手権         | 1964, 1988, 1991, 1995, 2004, 2005, 2006, 2008 |
| 男子バスケットボール州選手権 | 1998, 2000, 2003, 2005, 2007                   |
| 女子バスケットボール州選手権 | 2002, 2003, 2004, 2005                         |
| レスリング州選手権           | 1960, 1961, 1962, 1973, 1991                   |
| 男子サッカー州選手権         | 2005                                           |

### ハイポイント・トマスビル・ハイトムズ
全米大学体育協会公認の大学夏季野球リーグであるコースタル・プレーン・リーグに属するハイポイント・トマスビル・ハイトムズがトマスビルを本拠地にしている。2006年から2008年まで3年連続でリーグの優勝杯であるペティット・カップを勝ち取った。1935年に建設され、市内で歴史あるフィンチ・フィールドで試合をしている。1937年から1969年、フィンチ・フィールドは多くのマイナーリーグ・チームの本拠地になっていた。アメリカ野球殿堂入りしたエディ・マシューズも当初のコースタル・プレーン・リーグに属したハイポイント・トマスビル・ハイトムズでプレイしていた。

## メディア
「トマスビル・タイムズ」は週2回発行のコミュニティ紙であり、市内の記事を載せている。さらにトライアド地域で発行される「ウィンストン・セイラム・ジャーナル」、「ハイポイント・エンタープライズ」、「グリーンズボロ・ニューズ・アンド・レコード」という日刊紙3紙がトマスビルの記事を扱っている。

## 著名な出身者
- ジョニー・アレン、メジャーリーグベースボール選手、ニューヨーク・ヤンキース（1932年-1935年）、クリーブランド・インディアンス（1936年-1940年）、幼少の一時期はトマスビルのバプテスト孤児院で過ごし、トマスビル高校に通った[12]